# Kronmühle (Püchersreuth)
Kronmühle war ein Gemeindeteil von Püchersreuth im Landkreis Neustadt an der Waldnaab des bayerischen Regierungsbezirks Oberpfalz.

## Geographische Lage
Kronmühle lag 2,5 km nordwestlich von Püchersreuth an der Schlattein etwa in der Mitte zwischen Botzersreuth und Stöberlhof.

## Geschichte
Kronmühle (auch: mül zu Kronsperg, Kronspergmüll, Cronmühl, Cronspergmuhl, Cronmuhl, Cronsperger muhl) wurde im Salbuch von 1366 erwähnt.
Im Zinsregister von 1514 und im Urbar von 1602 wurde Kronmühle mit einem Müller aufgeführt.
Kronmühle gehörte zur lobkowitzischen Herrschaft Störnstein-Neustadt.
Zu dieser Herrschaft gehörten die Ortschaften Haidmühle, Sauernlohe, Neustadt an der Waldnaab, Störnstein, Wiedenhof, Aich, Roschau, Görnitz, Harlesberg, Altenstadt an der Waldnaab, Mühlberg, Denkenreuth, Ernsthof, Lanz, Oberndorf, Rastenhof, Wöllershof, Botzersreuth, Kronmühle, Sankt Quirin.
Außerdem gehörte das Gebiet von Waldthurn mit 28 Dörfern und Einöden zu dieser Herrschaft.
1641 wurde Störnstein-Neustadt unter Wenzel Eusebius von Lobkowicz zur gefürsteten Grafschaft erhoben.
Das Urbar von 1653 und das Untertanenverzeichnis von 1741 nannten die Kronmühle mit einer Mühle und einer Mannschaft.
1742 gab es in der Kronmühle 2 Ochsen, 3 Kühe, 3 Jungrinder, 1 Muttersau, 2 Frischlinge und 2 Bienenvölker.
Das Mannschaftsregister verzeichnete die Kronmühle mit einer Mühle und einem Herrschaftsuntertan.
1807 verkaufte Fürst Franz Josef von Lobkowitz Herzog zu Raudnitz die gefürsteten Grafschaft Störnstein-Neustadt an die Krone Bayern.
Die Einöde Kronmühle gehörte zum Anfang des 19. Jahrhunderts gegründeten Steuerdistrikt Lanz.
Lanz war gleichzeitig unmittelbare Landgemeinde, die zusätzlich den Steuerdistrikt Wöllershof enthielt.
Zur Gemeinde Lanz gehörten Botzersreuth, Dürrmaulmühle, Ernsthof, Kronmühle, Lanz, Oberndorf, Sankt Quirin, Rastenhof, Reisersdorf und Wöllershof.
1929 wurde Kronmühle in die neu errichtete Pfarrei Neustadt an der Waldnaab eingepfarrt.
1950 wurde Kronmühle in die Gemeinde Ilsenbach eingegliedert.
Kronmühle wurde als Ortsteil der Gemeinde Ilsenbach am 1. Januar 1972 in die Gemeinde Püchersreuth eingegliedert.
Im Ortsverzeichnis Bayern wurde Kronmühle 1970 mit einem Bewohner aufgeführt und 1987 als unbewohnt.
Im Bayernatlas von 2019 war Kronmühle nicht mehr verzeichnet.

## Einwohnerentwicklung in Kronmühle ab 1817
| Jahr | Einwohner | Gebäude |
| ---- | --------- | ------- |
| 1817 | 12        | 1       |
| 1838 | 10        | 1       |
| 1871 | 6         | 8       |
| 1885 | 9         | 1       |
| 1900 | 5         | 1       |
| 1913 | 7         | 1       |

| Jahr | Einwohner | Gebäude |
| ---- | --------- | ------- |
| 1925 | 7         | 1       |
| 1950 | 3         | 1       |
| 1961 | 1         | 1       |
| 1970 | 1         | k. A.   |
| 1987 | -         | -       |
| 2011 | -         | k. A.   |